# 托里切拉-德尔皮佐
托里切拉-德尔皮佐（義大利語：Torricella del Pizzo），是意大利克雷莫纳省的一个市镇。总面积24平方公里，人口697人，人口密度29.0人/平方公里（2009年）。国家统计（ISTAT）代码为019108。